# タイ・バーレル
タイラー・グランド・“タイ”・バレル（Tyler Gerald "Ty" Burrell, 1967年8月22日 - ）は、アメリカ合衆国の俳優、コメディアン。ABCのコメディテレビシリーズ『モダン・ファミリー』でフィル・ダンフィー役を務め、プライムタイム・エミー賞助演男優賞を受賞した。

## 生い立ち
オレゴン州グランツパスで生まれ、カリフォルニア州との州境付近にある小さな町で育った。ヒドゥンバレー・ハイスクールに通い、フットボールチームに入ってラインマンを務めていた。高校卒業後はアシュランドの南オレゴン大学に在籍し、1993年に演劇の学士を得て卒業した。

## キャリア
2000年代初頭より映画『ブラックホーク・ダウン』、『ドーン・オブ・ザ・デッド』や舞台作品に出演した。
2009年よりABCのコメディ『モダン・ファミリー』でフィル・ダンフィーを演じる。プライムタイム・エミー賞助演男優賞には3度ノミネートされ、1度受賞した。また、全米映画俳優組合賞では男優賞 (コメディシリーズ)とアンサンブル賞 (コメディシリーズ)にノミネートされた。

## 私生活
2000年に結婚する。ニューヨークに住んでいたが2008年にソルトレイクシティに移る。2010年3月18日に一人目、2012年3月に二人目の女児を養子として迎えた。
オレゴン・ダックス、ポートランド・トレイルブレイザーズ、ニューヨーク・メッツのファンである。

## フィルモグラフィ

### 映画
| 年   | 作品                                                                             | 役名                          | 備考           |
| ---- | -------------------------------------------------------------------------------- | ----------------------------- | -------------- |
| 2001 | エボリューション Evolution                                                       | フレミング                    |                |
| 2001 | ブラックホーク・ダウン Black Hawk Down                                           | ティモシー・A・ウィルキンソン |                |
| 2004 | ドーン・オブ・ザ・デッド Dawn of the Dead                                        | スティーヴ                    |                |
| 2004 | イン・グッド・カンパニー In Good Company                                         | エンリケ・コロン              |                |
| 2005 | ダウン・イン・ザ・バレー Down in the Valley                                      | 保安官 / カウボーイ           |                |
| 2006 | セックス・アンド・マネー Friends with Money                                      | 他のアーロン                  |                |
| 2006 | ダーウィン・アワード The Darwin Awards                                           | エミール                      |                |
| 2006 | 毛皮のエロス/ダイアン・アーバス 幻想のポートレイト Fur                           | アラン・アーバス              |                |
| 2007 | ナショナル・トレジャー リンカーン暗殺者の日記 National Treasure: Book of Secrets | コナー                        |                |
| 2008 | Fourplay                                                                         | クリストファー                |                |
| 2008 | インクレディブル・ハルク The Incredible Hulk                                     | レナード                      |                |
| 2009 | Leaves of Grass                                                                  | ソレンソン教授                |                |
| 2010 | フェア・ゲーム Fair Game                                                         | フレッド                      |                |
| 2010 | 恋とニュースのつくり方 Morning Glory                                             | ポール・マクヴィー            |                |
| 2011 | カワイイ私の作り方 全米バター細工選手権! Butter                                  | ボブ・ピクラー                | 日本劇場未公開 |
| 2012 | Goats                                                                            | フランク・ウィットマン        |                |
| 2013 | スケルトン・ツインズ 幸せな人生のはじめ方 The Skeleton Twins                     | リッチ・レヴィット            | 日本劇場未公開 |
| 2014 | 天才犬ピーボ博士のタイムトラベル Mr. Peabody & Sherman                           | ピーボディ                    | 声の出演       |
| 2014 | ザ・マペッツ2/ワールド・ツアー Muppets Most Wanted                               | ジャン・ピエール・ナポレオン  |                |
| 2016 | ファインディング・ドリー Finding Dory                                            | ベイリー                      | 声の出演       |
| 2016 | コウノトリ大作戦! Storks                                                         | ヘンリー                      | 声の出演       |
| 2017 | ラフ・ナイト 史上最悪!?の独身さよならパーティー Rough Night                      | ピエトロ                      | 日本劇場未公開 |

### テレビ
| 年        | 作品                                                       | 役名                            | 備考                                                 |
| --------- | ---------------------------------------------------------- | ------------------------------- | ---------------------------------------------------- |
| 2000-2003 | ロー&オーダー Law & Order                                  | Paul Donatelli / Herman Capshaw | 計2話出演                                            |
| 2001      | ザ・ホワイトハウス The West Wing                           | トム・スタークス                | 第3シーズン第9話「抑圧される女性たち」               |
| 2002      | LAW & ORDER:性犯罪特捜班 Law & Order: Special Victims Unit | アラン・メッセンジャー          | 第3シーズン第15話「死刑執行のカウントダウン」        |
| 2006      | Out of Practice                                            | オリヴァー・バーンズ            | 計21話出演                                           |
| 2008      | Back to You                                                | ゲイリー                        | 計17話出演                                           |
| 2009      | ダメージ Damages                                           | ダグラス                        | 第2話出演                                            |
| 2009-2020 | モダン・ファミリー Modern Family                           | フィル・ダンフィー              | 計250話出演                                          |
| 2010-2011 | Glenn Martin, DDS                                          | Mart-E                          | 計2話出演                                            |
| 2010-2011 | The Super Hero Squad Show                                  | キャプテン・マーベル            | 計3話出演                                            |
| 2011      | ドックはおもちゃドクター Doc McStuffins                    | ビッグ・ジャック                | 第1シーズン第2話「Out of the Box/Run Down Race Car」 |
| 2012      | Key & Peele                                                | Colonel Hans Muller             | 第1シーズン第3話「Das Negros」                       |
| 2017      | ファミリー・ガイ Family Guy                                | 本人役                          | 第16シーズン第1話「Emmy-Winning Episode」            |
| 2020      | A Modern Farewell                                          | 本人                            | 『モダン・ファミリー』のドキュメンタリー             |
| 2020-2022 | Duncanville                                                | ジャック・ハリス                | 声の出演                                             |